# ポーション

The Love Potion
イーヴリン・ド・モーガン作 1903年

ポーション（英: potion）は、液状で服用する薬（または毒）である。水薬（みずぐすり）、水剤（すいざい）、霊薬（れいやく）等と訳すこともある。現代の薬では、たとえば咳止め薬が potion と呼ばれるが、もっぱら、神話・伝説上の薬についてそう呼ぶ。
伝説に登場するドラゴン、妖精、魔法使い、妖術師、魔女、薬師は様々なポーションを調合し、治癒する、魔法をかける、あるいは毒を与えるために用いた。また錬金術においても、不老不死の妙薬を目指してさまざまな種類のポーションが創られていた。

## 語源
potion は英語（発音は /poʊʃən/ ポウション）またはフランス語（/posjɔ̃/ ポション）で、ラテン語の「飲む (potio/poto)」に由来する。

## さまざまなポーション
かつて、一部の国では、病気や痛みなどを治癒するとうそぶいてポーションを売り歩く偽医者も普通に見ることができた。これらのポーションは偽薬であった。
ポーションは文学作品内で幾度も利用されている。『ハリー・ポッター』ではポーションを調合する「魔法薬の授業」は主要な学科のひとつである。
恋の秘薬（媚薬）は「ラブ・ポーション」(love potion) といい、フィルター (philtre, philter) というポーションは、服用者がこの薬を渡した人に対し恋に落ちるようにする力があると言われている。 リヒャルト・ワーグナーの『トリスタンとイゾルデ』で悲劇的に描かれた媚薬はリーベストランク (Liebestrank) である。
魔法薬としてのポーションは、ロールプレイングゲームやコンピューターゲームを中心に様々なゲームにも登場する。体力回復をはじめ、何らかの魔法効果を持つ回復アイテムとしての登場が多い。ファイナルファンタジーやマインクラフトに登場するものが有名。